# Liucun, Peking
Liucun (kinesiska: 流村, 流村镇) är en köping i Kina. Den ligger i stadsdistriket Changping i Pekings storstadsområde, i den nordöstra delen av landet, 40 km nordväst om huvudstaden Peking. Antalet invånare är 17 900. Befolkningen består av 8 367 kvinnor och 9 533 män. Barn under 15 år utgör 9,0 %, vuxna 15-64 år 77 %, och äldre över 65 år 13,0 %.